# Hofbäckerei Edegger-Tax

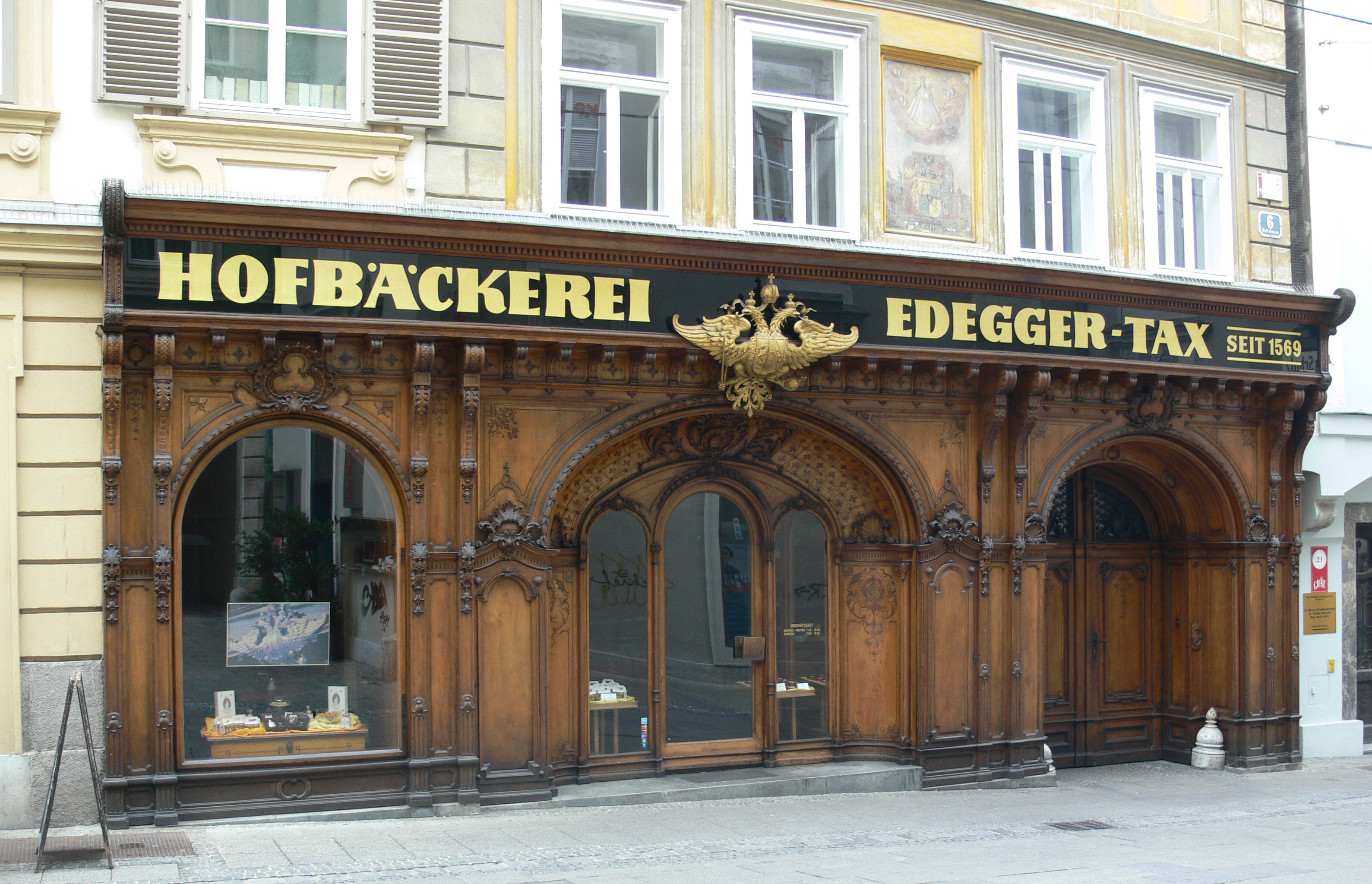
Front der Hofbäckerei Edegger-Tax

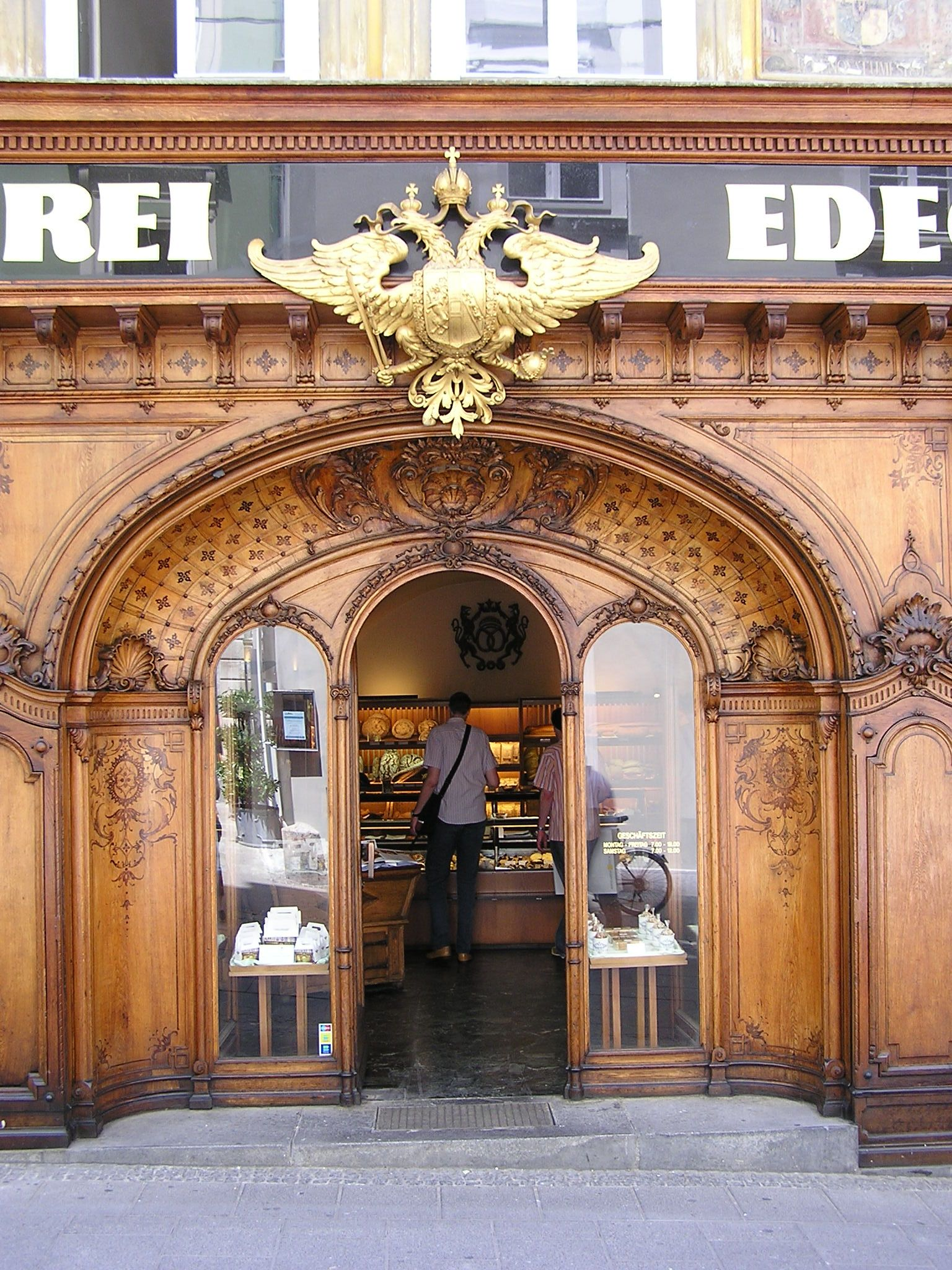
Holzportal der Hofbäckerei Edegger-Tax mit dem kaiserlichen Doppeladler

Die Hofbäckerei Edegger-Tax ist der älteste bestehende Bäckereibetrieb in Graz. Seine Wurzeln reichen bis in das 14. Jahrhundert zurück. Bekannt ist die Bäckerei durch die reich verzierte Fassade des Straßengeschäftes in der Hofgasse in Graz. Die Produktpalette umfasst die traditionellen Backwaren aus der k.u.k. Monarchie.

## Geschichte
Das ursprüngliche Backhaus, das 1569 erstmals urkundlich erwähnt wurde, geht vermutlich auf das 14. Jahrhundert zurück und befand sich in der Sporgasse Nr. 15 in der Nähe der heutigen Stiegenkirche.
Im Jahr 1787 übernahm Mathias Tax die Bäckerei. Erst 1880 erwarb Franz Tax III. das Backhaus am heutigen Standort und baute es zu einer angesehenen Bäckerei aus. Anlässlich eines Kaiserbesuches von Franz Joseph im Jahr 1883 in Graz belieferte die Bäckerei Tax die Hoftafel. Da sie auch 1887 das Kronprinzenpaar von der Qualität überzeugen konnte, erhielt der Inhaber im Jahr 1888 den Titel eines k.u.k. Hofbäckers.
Das bis heute erhaltene geschnitzte Holzportal des Ladens wurde 1896 vom Grazer Tischler Anton Irschick hergestellt.
Durch die beiden Weltkriege wurde das Geschäft schwer in Mitleidenschaft gezogen. Erst nach dem Zweiten Weltkrieg gelang es Franz Edegger, der Herta Tax geheiratet hatte, die Bäckerei wieder in Schwung zu bringen. Danach setzten Erich Edegger, der auch Grazer Vizebürgermeister war, und seine Gattin Walheide die Tradition der Hofbäckerei fort. Heute wird das Unternehmen von deren Sohn Robert Edegger geführt.